# Amortiguador de guiñada

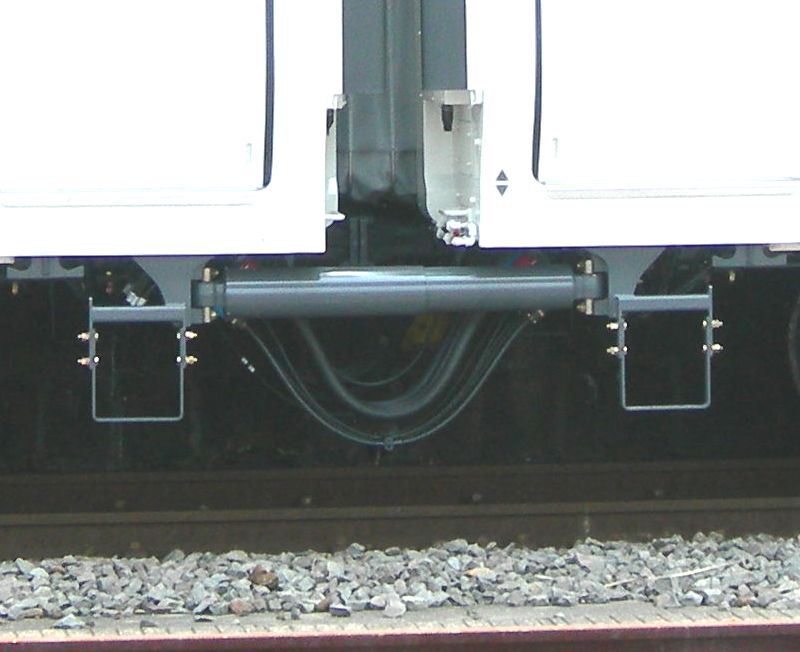
Amortiguador de guiñada entre dos coches de un tren de la Serie E259, operado por la East Japan Railway Company en Japón (junio de 2009)

Un amortiguador de guiñada es tipo de amortiguador transversal, utilizado para prevenir que  locomotoras y automotores se balanceen excesivamente de lado a lado. Evitan que el material móvil ferroviario se golpee contra los andenes en las estaciones.